# Hornussen (Sport)

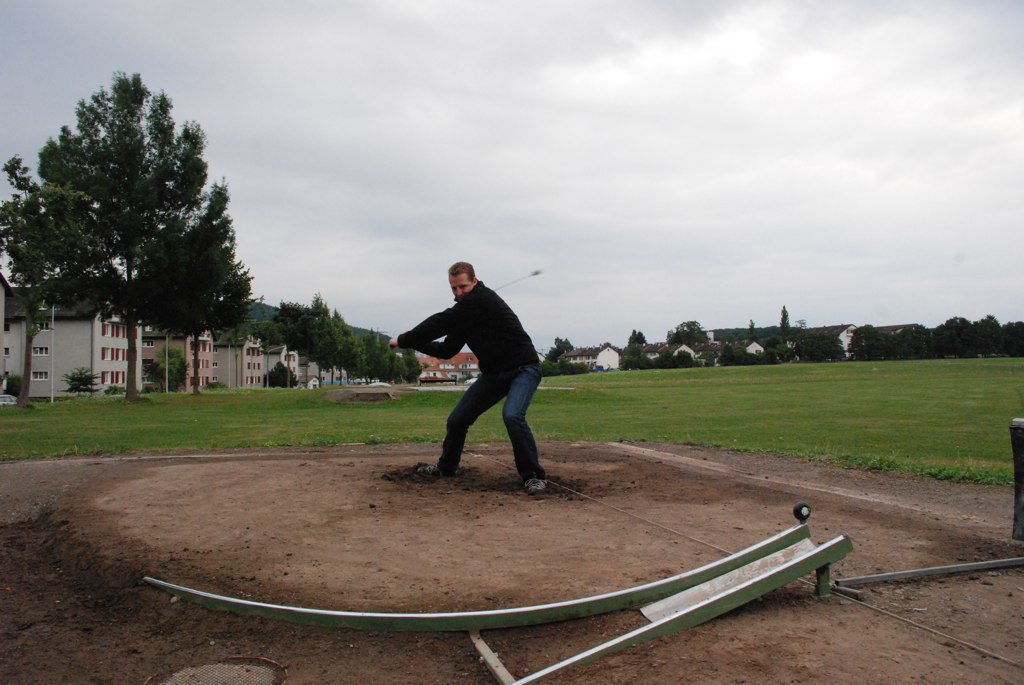
«Schlagen»: Der Schläger holt Schwung, um den auf den Bock aufgesetzten Nouss möglichst weit zu schlagen.

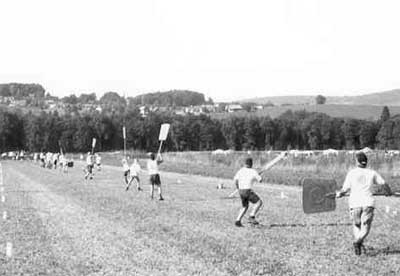
«Abtun»: Abfangen des anfliegenden Nouss mit der Schindel. Ziel ist es, dass kein Nouss innerhalb des Spielfeldes ohne Berührung einer Schindel zu Boden fällt.

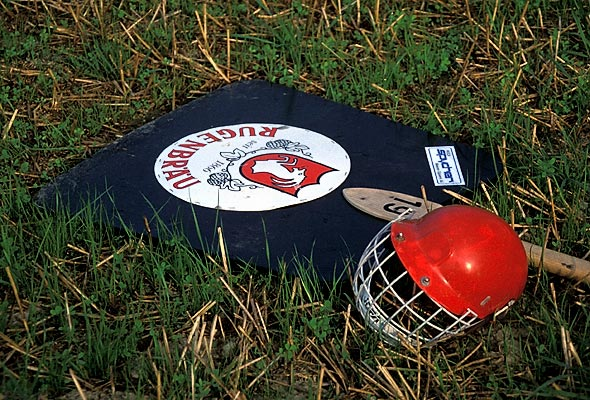
Schindel und Schutzhelm

Hornussen ist eine Schweizer Mannschaftssportart, die in einigen Kantonen des Schweizer Mittellandes betrieben wird, hauptsächlich im Kanton Bern. Das Spiel besteht für die schlagende Mannschaft darin, eine Kunststoffscheibe (den «Hornuss» oder kurz «Nouss») so weit wie möglich zu schlagen. Die gegnerische Mannschaft versucht, den anfliegenden Nouss so früh wie möglich, spätestens jedoch vor dem Auftreffen am Boden des Spielfeldes, mit einer flachen Abfangschaufel (der «Schindel») zu stoppen.
Hornuss ist eigentlich eine schweizerische Bezeichnung für die Hornisse. Die Bezeichnung Hornuss für die geschlagene Scheibe beruht auf dem summenden Ton, den sie wie das Insekt beim Flug erzeugt.
Das Hornussen wird zusammen mit dem Schwingen und dem Steinstossen zu den Schweizer Nationalsportarten gezählt. Es ist eng verwandt mit anderen Schlag- und Fangspielen wie Cricket, Baseball, Knurr and Spell oder Mazza sowie dem Scheibenschlagen in der schwäbisch-alemannischen Fastnacht.

## Verbreitung
Der Eidgenössische Hornusserverband (EHV) und seine regionalen Unterverbände organisieren die Meisterschaft der Nationalligen A und B sowie der restlichen fünf Ligen, das alle drei Jahre stattfindende Eidgenössische Hornusserfest, das Hornussen am Eidgenössischen Schwing- und Älplerfest sowie die jährlich stattfindenden Unterverbands- und interkantonalen Feste.
Die Anzahl der Hornussergesellschaften je Kanton präsentiert sich wie folgt (Stand August 2017):
- Kanton Bern: 107 Gesellschaften
- Kanton Solothurn: 13 Gesellschaften
- Kanton Aargau: 5 Gesellschaften
- Luzern, Zürich, Basel-Landschaft: je 2 Gesellschaften
- Kanton Thurgau, Schaffhausen, St. Gallen: je eine Gesellschaft

Die hauptsächliche Konzentration der Hornussergesellschaften auf den Kanton Bern und die nordöstlich benachbarten Kantone zeigt sich auch in einer entsprechenden Verteilung der Hornusserplätze.
Ausserhalb der Schweiz gibt es nur durch eine deutsche Gesellschaft in Großrinderfeld einen regelmässigen Spielbetrieb (Freundschaftsspiele und Deutsche Gruppenmeisterschaft). Ausserdem leben in Südafrika einige Hornusser, die regelmässig an den interkantonalen Festen und am Eidgenössischen Hornusserfest teilnehmen. In Südafrika wird das Hornussen Swiss Golf genannt.
Hornussen gilt traditionell als Männersportart, jedoch sind heute auch Frauen aktiv. Eine nationale Vereinsbefragung im Jahr 2016 ergab einen Frauenanteil von 9 % unter den aktiven Mitgliedern in der Hornusservereinen (gegenüber 36 % Frauenanteil in allen Schweizer Sportvereinen); 96 % der EHV-Vereine hatten einen Männeranteil von über 80 %. Jährlich wird ein reiner Frauenwettkampf ausgetragen. Im Jahr 2019 war dies das 11. Frauenhornussen in Gondiswil.

## Das Spiel
Das Hornussen verbindet Elemente des Einzelwettkampfes (möglichst weiter Abschlag des Nouss als Einzelleistung) mit Elementen des Mannschaftssports (Abfangen des geschlagenen Nouss als Mannschaftsleistung).

### Abschlag

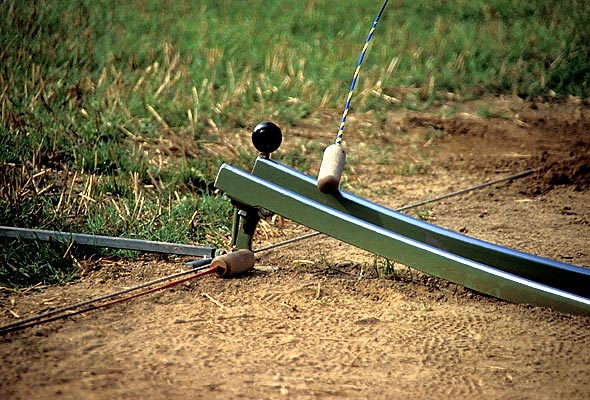
Der Nouss auf dem Bock, kurz vor dem Abschlag durch den Holzklotz (das Träf) am Ende des Steckens

Beim «Schlagen» wird der Nouss auf das Ende einer metallenen Abschlagrampe («Bock») gesetzt. Als Abschlaggerät dient ein bis zu 3 Meter langer, flexibler «Stecken» aus Aluminium, Fiberglas, Kunststoff oder Carbonfasern, an dessen Ende ein Klotz (das «Träf») aus Hartholz befestigt ist. Der Schläger holt mit dem Stecken Schwung und versucht mit dem Träf den Nouss möglichst weit zu schlagen, entweder in das gegnerische Spielfeld hinein oder gar darüber hinaus. Der Bock besteht aus zwei gebogenen Läufen aus Chromstahl (je ein Lauf passend für Rechts- bzw. Linkshänder), die dem Träf als Führungsschiene dienen.

### Flug des Nouss
Bei Versuchen der ETH Zürich wurden die folgenden Werte gemessen:
- Geschwindigkeit beim Abschlag: bis 306 km/h
- Geschwindigkeit am Ende der Flugbahn: bis 160 km/h
- Flughöhe des Nouss: bis 70 Meter
- Flugweite des Nouss: bis 350 Meter

Abweichend davon wird die Geschwindigkeit des Nouss am Ende der Flugbahn in einem Bericht der Berner Zeitung mit etwa 100–150 km/h angegeben, vom Eidgenössischen Hornusserverband mit ca. 180 km/h. Die Flugweite des Nouss ist stark von den Windverhältnissen abhängig. Bei günstigen Bedingungen können Spitzenschläger Weiten bis ca. 390 Meter erreichen.

### Regeln
Ein Spiel hat keine festgelegte Dauer (wie dies z. B. beim Fussball üblich ist). Im Normalfall (Wettspiel/Meisterschaft/Kleinanlass) werden zwei Umgänge gespielt, wobei jede Mannschaft pro Umgang einmal schlägt und einmal abtut. Jeder einzelne Spieler schlägt pro Umgang zwei Streiche mit drei Versuchen. Das Spielen von zwei Umgängen dauert ca. drei bis vier Stunden.
Es gewinnt die Mannschaft mit weniger Nummern, d. h. diejenige, bei welcher weniger Hornusse ungestoppt im Spielfeld zu Boden gegangen sind. Bei Gleichstand entscheidet das Total der Schlagpunkte (pro 10 Meter Schlagweite, gemessen ab dem Beginn des Spielfeldes, wird ein Punkt gezählt); sind auch die Punkte identisch, entscheidet das höchste Ries aus allen Durchgängen (Ries: Total 1. Streich, Total 2. Streich etc.). Sollte dann immer noch Gleichstand herrschen, entscheidet das höchste Einzelspieler-Resultat. Ein Unentschieden als Spielresultat kommt daher praktisch nicht vor.
Zusätzlich zur Mannschaftswertung wird bei der Schweizer Meisterschaft und bei Festanlässen eine Einzelschlägerwertung geführt. Massgeblich für die Einzelschlägerwertung sind bei Festanlässen die geschlagenen Punkte. Die komplexere Wertung in der Meisterschaft berücksichtigt zusätzlich Rangpunkte aus den einzelnen Spielen, um Mannschaften mit vorteilhaften Spielfeldern nicht zu begünstigen.
Bei Hornusserfesten werden drei Umgänge gespielt – an Eidgenössischen Hornusserfesten vier. Dabei heisst der erste Umgang – bei den eidgenössischen Festen die ersten zwei Umgänge – Anhornussen (analog der «Qualifikationsrunde» bei anderen Sportarten). Für die verbleibenden Umgänge (den Ausstich) werden die Gegner dem Resultat des Anhornussens entsprechend neu eingeteilt.
Während bei Hornusserfesten mit drei gespielten Umgängen der Wettkampf am selben Tag abgeschlossen wird, findet der Ausstich beim Eidgenössischen Fest am Folgetag statt.

### Zvieri und Wettspiel
In den Ursprüngen des Hornussens oblag es der verlierenden Gesellschaft, das nach dem Spiel eingenommene Zvieri (Brotzeit) zu bezahlen. Heute schliessen die Mannschaften stattdessen eine Wette über den Spielausgang ab. Der Einsatz liegt bei 50 bis 100 Franken pro Spiel. Diese Wetten sind auch bei reinen Freundschaftsspielen üblich, weshalb diese als Wettspiele bezeichnet werden. Es ist ebenfalls üblich, dass einzelne Spieler ähnlicher Spielstärke über die geschlagenen Punkte um ein Bier wetten.

## Begriffe
Anmessen
Anzeigen der Schlagbereitschaft des Schlägers durch einen absichtlich zu hoch angesetzten Schlagversuch (Nouss wird nicht getroffen). Dient dem Schläger auch als Lockerungs- und Konzentrationsübung. Ist zwingend vorgeschrieben.
Anzeigen
Melden der Flugbahn/Höhe/Geschwindigkeit und des vermuteten Landeortes des einfliegenden Nouss durch lautes Rufen und mit hochgehaltener und quergestellter Schindel an die anderen Spieler im Ries.
Abtun
Stoppen des anfliegenden Nouss mit der Schindel. Entweder «gefaustet» (die Schindel bleibt in der Hand) oder «gestochen» (die Schindel wird hochgeworfen). Der Begriff «Abtun» wird im Schweizerdeutschen auch für die Tötung kranker Tiere verwendet.
Bock
Abschlagrampe aus Aluminium oder Stahl/Chromstahl.
Gesellschaft
Mannschaft, bestehend aus mehreren Spielern, wovon (je nach Spielmodus) 16 bis 19 Personen an einem Spiel teilnehmen.
Horn
Trinkhorn mit 1–2 Liter Fassungsvermögen. Traditioneller Preis für die erstrangierten Mannschaften eines grösseren Festanlasses. Wird später meist im «Kranzkasten» (Trophäenvitrine) des Stammlokals der Mannschaft ausgestellt.
Hornuss/Nouss
(Genus: i. A. maskulin «der Nouss», auch das Nouss): Ursprünglich aus Holz gefertigte Scheibe, welche ins Ries geschlagen wird. Der Nouss wird heute aus Kunststoff hergestellt (Spritzguss) und hat ein Gewicht von 78 Gramm. Für Spiele darf ausschliesslich der von zertifizierten Herstellern gefertigte, als Hornuss 98 bezeichnete Nouss verwendet werden.
Nummer
Nouss, der nicht durch Schindel gestoppt wird, sondern innerhalb des Spielfeldes zu Boden kommt. Zählt für die Bewertung der Mannschaftsleistung.
Punkte
Schlagweite der Streiche über 100 Meter (pro zusätzliche 10 Meter wird ein Punkt gerechnet). Als Schlagleistung gilt die Punktzahl desjenigen Feldes (d. h. desjenigen Abschnitts des Ries), in das der Hornuss fällt oder in dem er auf eine Schindel trifft oder einen Spieler berührt. Punkte werden für Bewertung der Einzelleistung und der Mannschaftsleistung verwendet. Mannschaften der Nationalliga A erzielen in einem Spiel zwischen 1300 und 1100 Punkte, Mannschaften der Nationalliga B zwischen 1200 und 1000 Punkte.
Ries
(1) Trapezförmiges Spielfeld von 200 m Länge. Das Spielfeld beginnt 100 m vom Abschlagort (Bockstand) und hat dort eine Breite von 8 m, 300 m vom Abschlagort ist die Breite 14,67 m. Die Länge des Spielfelds ist vom Spielmodus abhängig. Es wird in Felder (Abschnitte) von 10 m Länge eingeteilt, denen die Punktwerte 1 bis maximal 20 zugeordnet werden. Der Bewuchs des Spielfelds ist ebenso wenig normiert wie die Anforderungen an das Gelände. Auch wenn heute Rasenplätze vorherrschen, wird bei Festanlässen meist auf abgeernteten Äckern gespielt. Ein ebenes Spielfeld ist zwar die Regel, es existieren jedoch auch regelmässig bespielte Plätze, bei denen zwischen Abschlagort und Spielfeldende 30 m Höhendifferenz bestehen (Biglen, Gfell).
(2) Der Begriff «Ries» wird auch für das Punktetotal der einzelnen Streiche (Total 1. Streich, Total 2. Streich etc.) der Mannschaft verwendet.
Schindel
Abfangschaufel (in der Form ähnlich einer Bäckerschaufel). Wird verwendet, um den fliegenden Nouss vor dem Fall auf den Boden zu stoppen. Die Schindel besteht meist aus schichtverleimtem Holz oder aus Kunststoff. Der Einsatz von Kunststoffschindeln ist seit 2009 nur noch im Training und bei Wettspielen zugelassen.
Stärkeklasse
Anhand der Festresultate berechnete Spielstärkeklasse einer Mannschaft. Wird für die Einteilung bei Hornusserfesten verwendet. Nicht zu verwechseln mit der Ligazugehörigkeit (Meisterschaft).
Stecken
Ursprünglich Weidenrute mit am Ende befestigtem runden Hartholzklotz (Träf). Heute meist aus Karbonfaser oder Fiberglas gefertigt. Maximallänge (3 Meter) und Minimaldurchmesser (3,6 Millimeter) sind festgelegt. Jeder Spieler benutzt seinen eigenen Stecken.
Streich
Einzelner Schlag.
Träf
Zylindrischer Klotz aus gepresstem Hartholz (Hagebuche, Rotbuche, Feldahorn oder Bergahorn), der am Stecken befestigt wird und zum «Treffen» des Hornuss dient (daher die Bezeichnung). Länge ca. 14 cm, Durchmesser ca. 4,5 cm. Das Gewicht des Träfs liegt meist zwischen 250 und 300 Gramm. Maximal sind 350 Gramm erlaubt.
Wettspiel
Freundschaftsspiel, auch Bezeichnung für den Wetteinsatz.
Zieli
Markierungstafeln am Spielfeldrand. Die Zielis dienen der Spielfeldbegrenzung, der Schlagweitenbestimmung und der Orientierung der für einen bestimmten Bereich des Spielfelds eingeteilten Spieler der abtuenden Mannschaft. Auf den Zielis stehen die Punktwerte der zugehörigen 10 m langen Felder.

## Verletzungen
Der 78 Gramm schwere Nouss trifft mit etwa 100–150 km/h im Ries ein. Dennoch kommt es nur selten zu schweren Verletzungen. Das universitäre Notfallzentrum am Berner Inselspital zählte innerhalb von 14 Jahren 27 solche Fälle. 23 dieser verletzten Spieler mussten operiert werden, meist wegen Frakturen im Gesichtsbereich (z. B. Kiefer, Wangenknochen, Nase), Riss-Quetsch-Wunden oder Augenverletzungen.
Helme schützen die Spieler vor dem Nouss, vor allem wenn dieser schräg von einer Schindel abprallt, und vor herabfallenden Schindeln, wenn diese beim Abtun geworfen werden. Eine Helmpflicht besteht aber nur für Spieler mit Jahrgang 1984 oder jünger. Bei den älteren Spielern ist das Helmtragen freiwillig, ausser wenn sich eine ganze Mannschaft zum Helmtragen verpflichtet hat. Die Jahrgangsregel sorgt dafür, dass irgendwann alle Spieler Schutzhelme tragen werden.
Im Juni 2023 kam es jedoch zu einem  Kopftreffer bei einem Spiel in Recherswil-Kriegstetten, durch den ein Schiedsrichter getötet wurde. Dies führte zu Forderungen zur Einführung der allgemeinen Helmpflicht.

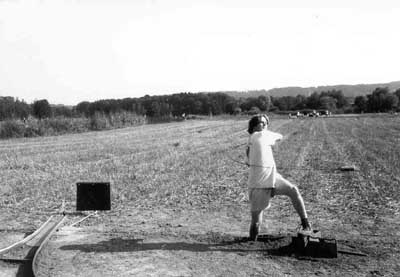
Eine Schussblende (rechteckige dunkle Matte) hält den Hornuss ab, wenn er zu flach abgeschlagen wird

In den Zeiten ohne festes Regelwerk (vor 1900) kamen direkte Körpertreffer öfter vor, da Körpertreffer häufig höher gewertet wurden als Nummern. Auch lag das Spielziel eher darin, den Gegner durch Nummern als über die Schlagweite zu besiegen. Seither haben sich die Spielphilosophie und die Regularien geändert. Das absichtliche Schlagen des Nousses in eine flache (den Horizont kaum übersteigende) Flugbahn wurde in der zweiten Hälfte des 20. Jahrhunderts durch die Einführung der Schussblende (siehe Fotografie) verhindert. Eine weitere Regeländerung strich das Recht auf einen zusätzlichen Schlag nach einer gefallenen Nummer.

## Etikette
- Zuschauer verhalten sich beim Bock ruhig. Jede Störung der Konzentration des Schlägers ist zu vermeiden.
- Es gilt als unpassend, dass die schlagende Mannschaft nach dem Fallen einer Nummer jubelt.
- Das absichtliche «Suchen» einer Nummer durch zu hohes bzw. zu tiefes Setzen des Nouss (ergibt, auf Kosten der Schlagpunkte, unüblich hohe oder sehr flache Flugbahn) ist zwar regelkonform, aber verpönt.

## Geschichte
Die Ursprünge des Hornussens sind nicht geklärt. Erste schriftliche Erwähnungen gibt es im frühen 17. Jahrhundert, als das (sonntägliche) Spiel in Kirchenschriften abgelehnt wurde. In der Literatur werden Hornusserspiele seit dem 19. Jahrhundert beschrieben (Jeremias Gotthelf im Roman Uli der Knecht). Demnach war das Hornussen ein spielerischer Wettkampf zwischen Jungbauern im Emmental und wurde hauptsächlich im Herbst auf den abgeernteten Äckern gespielt. Die Regeln wurden jeweils vor Spielbeginn zwischen den Mannschaften vereinbart. Spieleinsatz war ein Zvieri (inkl. Getränke), welches die Verlierergesellschaft der gewinnenden ausrichten musste. Eine Spielbeschreibung aus dem 19. Jahrhundert findet sich auch im Schweizerischen Idiotikon. Im Anschluss an die Spiele wurden, befeuert durch Regelstreitigkeiten und Alkoholkonsum, häufig Raufereien ausgetragen. Dies und die Tatsache, dass die Spiele meist am Sonntag stattfanden (was den Kirchgang tangierte), führte verschiedentlich zu Verbotsversuchen durch die Obrigkeit, so noch 1886 durch die Synode der Berner Landeskirche.
Gegen Ende des 19. Jahrhunderts setzte auch beim Hornussen die Vereinsbildung und Reglementierung ein. 1902 wurde der nationale Dachverband (Eidgenössischer Hornusserverband) gegründet.

## Film
Im Jahr 1999 erschien der mit dem Schweizer Filmpreis prämierte Dokumentarfilm Schlagen und Abtun von Norbert Wiedmer.